# Pocinhos do Rio Verde
Pocinhos do Rio Verde é um povoado rural do município de Caldas, sul do estado de Minas Gerais, Brasil. A economia é voltada para a agropecuária e para o turismo (cujas atrações são as "águas medicinais", a paisagem bucólica da região e a produção de doces caseiros). Em sua circunscrição existem diversas cachoeiras e o Balneário de Pocinhos do Rio Verde, que oferece aos visitantes banhos em águas sulfurosas, fontes de águas medicinais, além de agradar seus visitantes pelas belezas da natureza local.